# Спиридонов, Леонид Николаевич
Леонид Николаевич Спиридонов (род. 1980) — российский и казахстанский борец вольного стиля, чемпион Азии, призёр чемпионата мира.

## Биография и достижения
Родился 16 декабря 1980 года в Орджоникидзевском районе Якутской АССР в селе Кердем.
Занимался борьбой; первый тренер — Олег Лебедев, потом тренировался у Будимира Яковлева.
В 1999 году завоевал серебряную медаль чемпионата мира среди юниоров. В 2000 году стал чемпионом мира среди студентов.
С 2003 года выступает за Казахстан. В 2004 году занял 4-е место на Олимпийских играх в Афинах. В 2006 году стал чемпионом Азии. В 2008 году принял участие в Олимпийских играх в Пекине, но там стал лишь 5-м. В 2009 году завоевал бронзовую медаль чемпионата мира. В 2010 году стал бронзовым призёром Азиатских игр.

## Награды и звания
- Мастер спорта международного класса по вольной борьбе.
- Мастер спорта Российской Федерации.
- Заслуженный работник физической культуры и спорта РС(Я).
- Почётный гражданин Хангаласского улуса.
- Лауреат премии Хангаласского улуса имени Г. В. Ксенофонтова.